# MEMO1
MEMO1‏ (Mediator of cell motility 1) هوَ بروتين يُشَفر بواسطة جين MEMO1 في الإنسان.